# Javier Gómez (cyclisme)
Gómez  Pineda est un nom espagnol. Le premier nom de famille, en général paternel, est Gómez ; le second, en général maternel, souvent omis, est Pineda.
Pour les articles homonymes, voir Javier Gomez et Gomez.
Javier Eduardo Gómez Pineda, né le 16 octobre 1991 à Sogamoso, est un coureur cycliste colombien. 

## Palmarès sur route
- 2010
  - Tour de Colombie espoirs :
    - Classement général
    - 1re étape (contre-la-montre par équipes)
- 2011
  - 1re étape du Clásico RCN
- 2012
  - 1re étape du Tour de Colombie espoirs
  - 6e étape du Tour du Guatemala
  - 2e étape du Tour de Chiriqui
- 2013
  - 8e étape du Tour de Bolivie
- 2017
  - 2e et 3e étapes du Clásico RCN

## Palmarès sur piste

### Championnats de Colombie
- Cali 2015
  -  Médaillé d'argent de la course aux points[1].
- Medellín 2016
  -  Médaillé d'argent de la poursuite par équipes (avec Yeison Chaparro, Diego Ochoa et Wilmer Ulloa)[2].
- Cali 2017
  -  Médaillé de bronze de la poursuite par équipes (avec Julián Molano, Diego Ochoa et Wilmer Ulloa)[3].
  -  Médaillé de bronze de l'omnium[4].
- Cali 2018
  -  Médaillé d'argent de la poursuite par équipes (avec Miguel Flórez, Yeison Chaparro et Diego Ochoa)[5].
  -  Médaillé d'argent de la course scratch[6].

## Classements mondiaux
| Année            | 2011 | 2012 | 2013 | 2014 |
| ---------------- | ---- | ---- | ---- | ---- |
| UCI America Tour | 189e | 208e |      | 139e |
| UCI Asia Tour    |      | 295e |      |      |